# Бэнгс, Лестер
Лесли Конвэй Бэнгс (англ. Leslie Conway Bangs; 13 декабря 1948 — 30 апреля 1982), более известный как Лестер Бэнгс (англ. Lester Bangs) — американский журналист, музыкальный критик, писавший для журналов Rolling Stone и Creem. Ему приписывают, среди прочего, введение терминов «хэви-метал» и «панк».

## Биография
Лестер родился в Эскондидо (Калифорния, США). Рос без отца, под влиянием матери, которая была членом движения Свидетели Иеговы. Был участником субкультуры битников, большим поклонником психоделического фантаста Уильяма Берроуза.
Свою первую публикацию осуществил в 1969 в Rolling Stone. Его рецензии были острыми и часто критическими. В 1973 его за это уволили из Rolling Stone, заявив, что он неуважительно отзывается о музыкантах. Лестер перешел в журнал Creem, где и проработал большую часть своей карьеры. Кроме того, он писал для The Village Voice, Penthouse, Playboy, New Musical Express и других журналов. Бэнгс завоевал славу острого на язык, конфликтного и скандального журналиста. С его именем связан термин «гонзо-журналистика».
Лестер и сам пробовал свои силы в музыке. Совместно с Микки Ли (братом Джоуи Рамона) он играл в ансамбле Birdland. В 1980 году в Остине, Техас, он записал с панк-рок группой Delinquents альбом Jook Savages on the Brazos.
Бэнгс скончался 30 апреля 1982 года в возрасте 33 лет в Нью-Йорке, он занимался самолечением гриппа и случайно передозировал пропоксифен (опиоидный анальгетик), диазепам (бензодиазепин) и найквил. Описанию альтернативной истории жизни Лестера посвящён рассказ Брюса Стерлинга «Дори Бэнгс» (Dori Bangs, 1992). Также Лестер Бэнгс в исполнении Филипа Сеймура Хоффмана выведен в качестве персонажа в фильме «Почти знаменит».